# Contea di Medina (Ohio)
La contea di Medina (in inglese Medina County) è una contea dello Stato dell'Ohio, negli Stati Uniti. La popolazione al censimento del 2000 era di 151 095 abitanti. Il capoluogo di contea è Medina.